# Personal asistencial no titulado

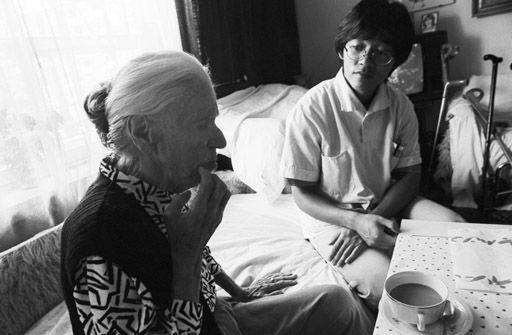
Atención a personas mayores a cargo de persona de apoyo en Munich.

El personal asistencial titulado, personal de apoyo  diplomado, personal sanitario no facultativo (en inglés «unlicensed assistive personnel» (UAP)) describe una clasificación de empleo de paraprofesionales que ayudan a los individuos con discapacidades físicas, enfermedades mentales, y otras necesidades de atención médica con sus actividades de vida diaria y les proporcionan cuidados de cabecera — incluso procedimientos básicos de enfermería — todo bajo la supervisión de un enfermero graduado o diplomado, conocido en inglés como "registered nurse" (RN), enfermero práctico matriculado (LPN, por sus siglas en inglés) u otro profesional de la salud. Les proporcionan cuidado a pacientes en hospitales, residentes en centros especializados de enfermería, clientes en casas particulares, y otros que necesitan sus servicios debido a los efectos de la vejez. Los UAP, por definición, no tienen habilitación profesional ni cumplen con los demás requisitos habilitantes que se exigen para ejercer la profesión, aunque pueden tener muchas certificaciones en el tema. Se categorizan colectivamente bajo el grupo de "Trabajadores de cuidado personal en los servicios de salud" en la Clasificación Internacional Uniforme de Ocupaciones, revisión del 2008.

## Tipos de personal asistencial

### Auxiliar de enfermería
El auxiliar de enfermería, también conocido como asistente de enfermería, ayudante de enfermería, enfermero asistente, enfermero auxiliar, o enfermero ayudante, trabaja bajo la supervisión de un enfermero graduado o diplomado. Tareas básicas: cambio de sábanas, limpiando la cama y la mesa del paciente,  ayudarle a comer, cortarle uñas, cambio de posición del paciente, vaciar bolsas y botellas urinarias y palanganas pélvicas, recoger muestras de sangre, orina y heces, etc.
En los EE. UU., el asistente o auxiliar de enfermería certificado (CNA, por sus siglas en inglés) típicamente trabaja en una residencia de ancianos u hospital y lleva a cabo las tareas de vida diaria para los ancianos, los pacientes con enfermedades crónicas, o pacientes de rehabilitación que no pueden cuidar de sí mismos. Hay unas diferencias en el tipo que cuidado que ofrece cada UAP, basadas en el título y la descripción. Típicamente, la certificación gubernamental indica una capacitación más profunda y calificación que cubre un alcance más amplio de responsabilidad. Estos exámenes de certificación son distribuidos por el estado. La Cruz Roja Americana y otras instituciones ofrecen clases de preparación para estos exámenes.
Existen en España los técnicos en cuidados auxiliares de enfermería, también conocidos como técnicos auxiliares de enfermería, auxiliares de enfermería o enfermeros auxiliares.
- Limpieza y cuidado del cuerpo del paciente
- Ayudar a comer a los pacientes que lo necesiten
- Asistencia en el proceso de curación del paciente (ayudarle a caminar, etc.)
- Asistencia a los ATS (enfermería), sobre la base de contrato laboral
- Medidas primarias en pacientes de urgencias
- Mantener limpias las herramientas médicas y el equipamiento

### Celador sanitario
Los celadores sanitarios son personas que acompañan y conducen a los pacientes en los centros hospitalarios, asisten al personal de enfermería, transfieren documentos clínicos y toman y trasladan muestras biológicas.
- Realizar las tareas de acuerdo con el administrador del centro
- Asignar al paciente una posición adecuada en la sala de acuerdo con el protocolo vigente
- Preparación de la cama del paciente antes de entrar en la habitación

### Asistente del cuidado en el hogar
El asistente del cuidado en el hogar, también conocido como ayudante de salud en casa, cuidador domiciliario o en inglés "Home Health Aide" (HHA) o "Home Care Aide" (HCA) se refiere a los trabajadores que se dedican al cuidado de personas en el propio domicilio del cliente. Encargarse del cuidado de enfermos y de adultos mayores en casa no es cuestión de juego, suele ser una tarea complicada aunque no lo parezca, pues aparte de paciencia y una vocación especial, debe contar también con los estudios adecuados, no sólo es suficiente con tener un buen corazón y definitivamente no es labor recomendable para un familiar, pues suelen desgastarse y descuidarse a sí mismos por cumplir esta tarea.
En los Estados Unidos, los asistentes del cuidado en casa pueden estar certificados o no. Los que están certificados deben estar empleados por una agencia licenciada de servicio de salud en su estado y no pueden trabajar independientemente.

## Formación y práctica
Los ATS son miembros importantes del equipo de atención médica que a menudo tienen alto nivel de experiencia y habilidad. Aunque no practica de una extensa formación en el cuidado de la salud para ejercer su profesión, son usualmente necesarios un alto nivel de destreza manual y buenas habilidades de comunicación interpersonal. A menudo están sometidos a algún educación formal, aprendizaje o entrenamiento en el trabajo en áreas tales como la mecánica corporal, la nutrición, anatomía y fisiología, discapacidades cognitivas y temas de salud mental, la prevención de infecciones, habilidades de cuidado personal, y llevar registros. Muchos hogares de ancianos les pagan los cursos de CNA a sus empleados en el supuesto de que una vez completados, luego trabajarán para ellos. Con respecto al Home Cara Aidé, un examen escrito es administrado por Home Carece University, una filial de la Asociación Nacional para Cuidados en el Hogar (Matinal Asociación for Home Cara, su siglas en inglés son NAHC) que sirve como la rama de acreditación y educación. El programa de certificación nacional les ha proporcionado pruebas a cuidadores domiciliarios desde 1990. Fue diseñado para establecer un estándar nacional para la preparación de los cuidadores domiciliarios y ofrece beneficios significativos al consumidor, a los proveedores y a los pagadores.